# Resolutie 806 Veiligheidsraad Verenigde Naties
Resolutie 806 van de Veiligheidsraad van de Verenigde Naties werd unaniem aangenomen op 5 februari 1993.

## Achtergrond
Op 2 augustus 1990 viel Irak zijn zuiderbuur Koeweit binnen en bezette dat land. Nog diezelfde dag werd de inval door de VN-Veiligheidsraad veroordeeld in resolutie 660. Deze resolutie eiste ook een onmiddellijke terugtrekking van Irak, maar daar kwam niets van terecht. 
Met resolutie 678 stelde de Veiligheidsraad Irak een ultimatum om voor 15 januari 1991 aan de voorgaande resoluties te voldoen. Irak gaf hier geen gehoor aan en de dag na het verstrijken van het ultimatum begon een coalitie van 34 landen onder leiding van de Verenigde Staten operatie Desert Storm met grootschalige luchtbombardementen, gevolgd door een grondoffensief, operatie Desert Sabre. Tegen 27 februari was de strijd beslecht, en op die dag aanvaardde Irak de VN-resoluties.

## Inhoud
De Veiligheidsraad:
- bevestigt de resoluties 687, 689 en 773;
- heeft het rapport van de secretaris-generaal beschouwd;
- merkt op dat de verlegging van de gedemilitariseerde zone om overeen te stemmen met de door de VN-Irak Koeweit-Grensafbakeningscommissie voltooid is;
- is bezorgd om recente schendingen van de VN-resoluties, waaronder grensincidenten met de VN-Irak Koeweit Waarnemingsmissie;
- herinnert aan de verklaringen van de raadsvoorzitter;
- handelt onder Hoofdstuk VII van het Handvest van de Verenigde Naties;

1. benadrukt opnieuw de onschendbaarheid van de grens tussen Irak en Koeweit;
2. keurt het rapport goed en besluit de taken van UNIKOM uit te breiden met de functies in paragraaf °5 ervan;
3. vraagt de secretaris-generaal om UNIKOM in fasen te versterken;
4. bevestigt dat de vraag om UNIKOM te beëindigen of voort te zetten en de voorwaarden van UNIKOM om de zes maanden geëvalueerd zullen blijven worden;
5. besluit om op de hoogte te blijven.

## Verwante resoluties
- Resolutie 773 Veiligheidsraad Verenigde Naties (1992)
- Resolutie 778 Veiligheidsraad Verenigde Naties (1992)
- Resolutie 833 Veiligheidsraad Verenigde Naties
- Resolutie 899 Veiligheidsraad Verenigde Naties (1994)

Lijst ·  800 ·  801 ·  802 ·  803 ·  804 ·  805 ·  806 ·  807 ·  808 ·  809 ·  810 ·  811 ·  812 ·  813 ·  814 ·  815 ·  816 ·  817 ·  818 ·  819 ·  820 ·  821 ·  822 ·  823 ·  824 ·  825 ·  826 ·  827 ·  828 ·  829 ·  830 ·  831 ·  832 ·  833 ·  834 ·  835 ·  836 ·  837 ·  838 ·  839 ·  840 ·  841 ·  842 ·  843 ·  844 ·  845 ·  846 ·  847 ·  848 ·  849 ·  850 ·  851 ·  852 ·  853 ·  854 ·  855 ·  856 ·  857 ·  858 ·  859 ·  860 ·  861 ·  862 ·  863 ·  864 ·  865 ·  866 ·  867 ·  868 ·  869 ·  870 ·  871 ·  872 ·  873 ·  874 ·  875 ·  876 ·  877 ·  878 ·  879 ·  880 ·  881 ·  882 ·  883 ·  884 ·  885 ·  886 ·  887 ·  888 ·  889 ·  890 ·  891 ·  892